# OCA Augas Santas International Ladies Open
Het OCA Augas Santas International Ladies Open is een jaarlijks golftoernooi in Spanje, dat deel uitmaakt van de Ladies European Tour Access Series. Het werd opgericht in 2014 en vindt sindsdien telkens plaats op de Augas Santas Golf in Lugo.
Het toernooi wordt gespeeld in een strokeplay-formule van drie ronden (54-holes) en na de tweede ronde wordt de cut toegepast.

## Winnaressen
| Jaar | Winnares   | Score | Score | Info  |
| ---- | ---------- | ----- | ----- | ----- |
| 2014 | Mia Piccio | 202   | –8    | [ 1 ] |

| Toernooirecord |  | po = winnares na play-off |

 Association Suisse de Golf Ladies Open ·
 Kristianstad Åhus Ladies Open ·
 Sölvesborg Ladies Open ·
 OCA Augas Santas International Ladies Open ·
 Open Generali de Dinard ·
 Pilsen Golf Challenge ·
 Royal Belgian Golf Federation LETAS Trophy ·
 Ingarö Ladies Open ·
 Ladies Norwegian Challenge ·
 Onsjö Ladies Open ·
 HLR Golf Academy Open ·
 Mineks & Regnum Ladies Classic ·
 Open Generali de Strasbourg ·
 Azores Ladies Open ·
 Grecotel Amirandes Ladies Open ·
 WPGA International Challenge